# Havanna Blues
Havanna Blues ist ein Spielfilm des Regisseurs und Drehbuchautors Benito Zambrano, gedreht im Jahr 2005 in Kuba. Er schildert den Kampf zweier Musiker um den Durchbruch.

## Handlung
Die jungen Musiker Ruy und Tito sind begnadete Musiker und übervorteilen gleichzeitig Touristen.  Tito pflegt seine Dreadlocks und seinen 54er roten Chevy Convertible, der allzu oft ein Opfer der Schlaglöcher in den Straßen Havannas wird. Ruy, den die Frauen zärtlich, die Männer mitunter spöttisch „Mulato“ nennen, ist ein Fan von Iron Maiden und Lebemann. Als Köpfe ihrer Band geben sie nichts auf Disziplin, sondern genießen das Chaos.
Ihre Mischung aus Samba, Salsa und Blues kommt in der Underground-Szene Havannas gut an, zum Überleben reicht es aber nicht. Als Tonstudio funktionieren sie die Wohnung von Titos Großmutter um. Die Aufnahme der für den Durchbruch unerlässlichen Demo-Kassette wird zum zeit- und nervenraubenden Abenteuer. Langwierig gestaltet sich die Suche nach einem Saal, in dem sie ihr erstes großes Live-Konzert geben können. Es findet sich ein Theater, in dem einst die großen kubanischen Sänger und Musiker aufgetreten sind, es befindet sich allerdings in bemitleidenswertem Zustand. Der Wille zur Instandsetzung ist vorhanden, alle sind Meister der Improvisation, es fehlt jedoch das nötige Kleingeld.
Das Los scheint sich zu wenden, als eines Tages die Talentsucher einer spanischen Plattenfirma auftauchen und Ruy und Tito ihnen vorgestellt werden. Mit ihren Beziehungen sind sie die idealen Begleiter für die Spanier. Sie führen sie in die Underground-Musikszene der kubanischen Hauptstadt, vermitteln ein modernes Strandhaus als Unterkunft und verhelfen zu allerlei kulinarischen Genüssen in der sonst eher eintönigen Insel-Küche.
Für Ruy wird das Ganze zum Job rund um die Uhr, mit engem Kontakt zur Chefin der Truppe. Kein Wunder, dass er angesichts dieser Herausforderungen kaum Zeit für seine beiden Kinder und seine Frau Caridad findet, und diese Konsequenzen zieht...

## Dreh
Als Schauplatz des Films dient das Zentrum von Havanna. Statt der aufwendig restaurierten Altstadt zeigt der Film jedoch vom Verfall geprägte Straßenzüge und Häuser. Authentisch wird der Charme alter Bauten und die Lebensfreude in der Hauptstadt Kubas eingefangen.  Benito Zambrano zeigt den für deutsche Verhältnisse nicht alltäglichen Alltag, der von den wirtschaftlichen Problemen Kubas geprägt ist. Er zeigt aber auch ein Theater mit digital eingefügtem Loch in der Decke, welches bei genauerem Betrachten ziemlich gepflegt ist.
Trotz  kritischer Inhalte wie Emigration litten die Dreharbeiten nicht unter staatlicher Zensur. Lediglich das Thema Drogen musste vor Drehbeginn aus dem Drehbuch gestrichen werden.
Es ist jedoch nicht klar, in welcher Form der Film in kubanischen Kinos gezeigt wird.

## Kritiken
Die US-Zeitschrift Variety meinte: „Eine vergnügt anarchische Liebeserklärung an den Überlebenswillen der Kubaner“.
Filmstarts.de schrieb: „Die Strategie, fast ausschließlich Debütantinnen und Debütanten der Leinwand zu engagieren, geht bei Zambrano auf. Nichts wirkt hier gekünstelt oder einstudiert, die Darsteller mimen die Figuren mit Leib und Seele.“

## Auszeichnungen
- CEC Award (Beste Musik, nominiert für Film, Regie, Schnitt, Schauspiel)
- Goya (Beste Musik und Schnitt, nominiert für Kamera, Regie, Produktion)